# Ossendorf (Neuzelle)
Ossendorf (niedersorbisch Wósna) ist ein Ortsteil der Gemeinde Neuzelle im Landkreis Oder-Spree in Brandenburg. 

## Geografie und Verkehrsanbindung
Der Ort liegt an der L 452. Die Dorche, ein Fluss im Naturpark Schlaubetal, fließt unweit östlich. 

## Sehenswürdigkeiten

### Landschaftsschutzgebiete
Das Landschaftsschutzgebiet Dorchetal und Fasanenwald (Neuzelle) liegt östlich.
(siehe auch Liste der Landschaftsschutzgebiete in Brandenburg)